# Hypomolis viridoides
Hypomolis viridoides är en fjärilsart som beskrevs av De Toulgoët 1982. Hypomolis viridoides ingår i släktet Hypomolis och familjen björnspinnare. Inga underarter finns listade i Catalogue of Life.